# Dionisio Augustine
Dionisio Augustine II. (* 16. Juni 1992 auf Pohnpei) ist ein mikronesischer Schwimmer.

## Biografie
Bei den Olympischen Sommerspielen 2016 in Rio de Janeiro gehörte Dionisio Augustine der Delegation des Pazifikstaates an. Er startete über 50 Meter Freistil und belegte den 65. Rang.